# Lenguaje de los pájaros

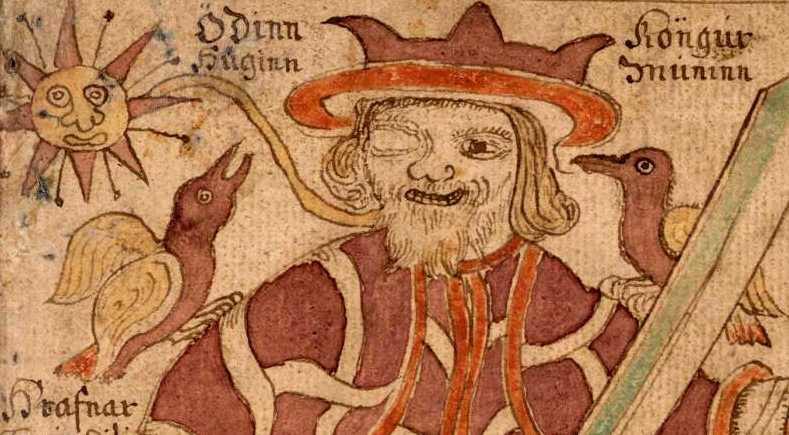
Hugin y Munin posados en los hombros de Odín en esta ilustración de un manuscrito islandés del.

El lenguaje de los pájaros, un lenguaje místico, perfecto o divino, o un lenguaje mítico o mágico usado por los pájaros para comunicarse con el iniciado, es un concepto conocido en la mitología, la literatura medieval y el ocultismo.

## Historia
Los pájaros desempeñaban un papel importante en la religión indoeuropea, los augures los usaban para la videncia, y según una hipótesis de Walter Burkert, estas costumbres pueden tener sus raíces en el Paleolítico cuando en la Edad de Hielo los primeros humanos solían buscar carroña observando a los pájaros. En América del Norte, se sabía que los cuervos guiaban a los lobos (y a los cazadores nativos) hacia su presa, con la esperanza de ser recompensados con el montón de tripas de la víctima.
En el Renacimiento, fue la inspiración para algunos lenguajes a priori mágicos, en particular los lenguajes musicales. Algunos lenguajes silbados basados en o construidos sobre lenguajes articulados usados en algunas culturas a veces se citan como -y se comparan con- el lenguaje de los pájaros.

### Mitología

#### Mitología griega
Según Apolonio de Rodas, el mascarón de proa del barco de Jasón, el Argo, estaba hecho de roble del bosque sagrado de Dodona y podía hablar el lenguaje de los pájaros. En la mitología griega se podía obtener el lenguaje de los pájaros por medios mágicos. Se dice que Demócrito, Anaximandro, Apolonio de Tiana, Tiresias, Melampo y Esopo podían entender a los pájaros.

#### Mitología escandinava

La piedra tallada de Ramsund del, Suecia, representa cómo Sigurd aprendió el lenguaje de los pájaros, en la Edda poética y la Saga Völsunga. 1) Sigurd está sentado desnudo frente al fuego preparando el corazón del dragón Fafnir para su padre adoptivo Regin, hermano de Fafnir. El corazón aún no está listo, y cuando Sigurd lo toca, se quema y se pone el dedo en la boca. Cuando prueba la sangre del dragón, empieza a entender el canto de los pájaros. 2) Los pájaros dicen que Regin no mantendrá su promesa de reconciliación e intentará asesinar a Sigurd, lo que provoca que Sigurd corte la cabeza de Regin. 3) Regin yace muerto al lado de su cabeza, sus herramientas de herrero con las que volvió a forjar Gram, la espada de Sigurd, están esparcidas a su alrededor. 4) El caballo de Regin está cargado con el tesoro del dragón. 5) Es el suceso anterior donde Sigurd mata a Fafnir, y 6) muestra a Ótr en el inicio de la saga

En la mitología escandinava, la facultad de entender el lenguaje de los pájaros era signo de gran sabiduría. El dios Odín tenía dos cuervos,  Hugin y Munin, que volaban por todo el mundo y le contaban a Odín lo que sucedía entre los mortales.
El legendario rey de Suecia Dag el Sabio eran tan sabio que podía entender lo que los pájaros decían. Tenía un gorrión domesticado que volaba por todas partes para traerle noticias. Una vez, un granjero de Reidgotaland mató al gorrión de Dag, lo que desencadenó un terrible castigo por parte de los suecos.
Este talento también podía adquirirse probando sangre de dragón. Según la Edda poética y la Saga Volsunga, Sigurd probó sin querer la sangre de dragón mientras asaba el corazón de Fafnir. Esto le concedió la habilidad de entender el lenguaje de los pájaros, y salvó su vida cuando los pájaros discutieron los planes de Regin para asesinar a Sigurd.
En el poema éddico Helgakviða Hjörvarðssonar, relacionado indirectamente con la tradición de Sigurd, no se explican los motivos por los cuales un hombre llamado Atli poseía este talento. El hijo del amo de Atli, Helgi, quería casarse con la supuesta tía de Sigurd, la valquiria Sváva.

#### Mitología celta
En la mitología celta, los pájaros representan generalmente conocimiento profético o derramamiento de sangre (especialmente de cuervos). 
Morrigan adoptó la forma de un pájaro para advertir al Toro Marrón. 

### Folklore
El concepto es también conocido en muchos cuentos populares (de Gales, Rusia, Alemania, Estonia, Grecia...), donde normalmente se le concede al protagonista el don de entender el lenguaje de los pájaros bien por alguna transformación mágica, o bien como una bendición del rey de las aves. Luego los pájaros informan o advierten al héroe sobre algún peligro o algún tesoro escondido.

### Religión
En el sufismo, el lenguaje de los pájaros es un lenguaje de los ángeles místico. La Conferencia de los pájaros (mantiq at-tair) es un poema místico de 4647 versos del poeta persa del siglo XII  Farid ud-Din Attar . 
Se dice que Francisco de Asís predicaba a los pájaros.
En el Talmud (Louis Ginzberg, Legends of the Bible, 1909), la proverbial sabiduría de Salomón se debía a la comprensión que Dios le otorgó del lenguaje de los pájaros.

### Alquimia
En la Cábala, la magia del Renacimiento y la alquimia, el lenguaje de los pájaros era considerado un lenguaje secreto y perfecto, y la clave hacia el conocimiento perfecto. A veces se le llamaba también la langue verte, o lengua verde (Fulcanelli, Heinrich Cornelius Agrippa De occulta philosophia).
En el misterio de las catedrales, Fulcanelli hace una reconstrucción etimológica del significado de "gótico", palabra que caracteriza el arte del medievo. De esta forma, menciona que el sentido barbárico que usualmente se asocia con el arte de este periodo histórico se debe a la desvirtuación que le dieron los artistas renacentistas, imbuidos por ideales clásicos. 
Fulcanelli sostiene, al contrario, que el origen de "gótico" es una desviación de la palabra argótico o argot, es decir, un lenguaje entendido solo por unos pocos, cuyo sentido permite al individuo la capacidad de elevarse o volver al creador. Este sentido cabalístico de las palabras sería un ejemplo del lenguaje de los pájaros, también conocida como lengua de los filósofos y de los diplomáticos.

### Literatura y cultura
Compárense también la más bien cómica y satírica Las aves de Aristófanes y el Parlamento de las aves de Chaucer.
En la Francia medieval, el lenguaje de los pájaros (la langue des oiseaux) era una lengua secreta de los trovadores, relacionada con el Tarot, supuestamente basada en juegos de palabras y simbolismo extraídos de la homofonía; por ejemplo, una taberna llamada Au lion d'or (El león de oro) es un supuesto "código" para au lit on dort, es decir, en la cama donde se duerme  (obsérvese que este juego de palabras en concreto no puede ser medieval, ya que la t final se pronunciaba hasta el advenimiento del francés medio; compárese por ejemplo la palabra prestada bonnet (tipo de gorro) del siglo XIV).
Velimir Jlébnikov describía el lenguaje transmental záum (en ruso, за́умь; zaum) del futurismo ruso como un "lenguaje de los pájaros".
El lenguaje de los pájaros (Die Sprache der Vögel) es una película alemana de 1991.
Jean Sibelius compuso en 1911 una marcha nupcial titulada El lenguaje de los pájaros.
El autor de libros para niños Rafe Martin escribió El lenguaje de los pájaros como una adaptación de un cuento popular ruso; el compositor John Kennedy lo transformó en una ópera para niños.
En el árabe egipcio, la escritura jeroglífica se denomina "el alfabeto de los pájaros". En egipcio antiguo, la forma jeroglífica de la escritura tenía el nombre de medu-netjer ("palabras de los dioses" o "lenguaje divino").